# Hokej na travi na OI 2012.
Hokej na travi na OI 2012. u Londonu održavat će se od 29. srpnja do 11. kolovoza u londonskoj Riverbank Areni.

## Osvajači medalja i plasman
| Disciplina | Zlato      | Srebro     | Bronca                 | 4                      | 5          | 6          | 7        | 8            | 9           | 10        | 11      | 12     |
| ---------- | ---------- | ---------- | ---------------------- | ---------------------- | ---------- | ---------- | -------- | ------------ | ----------- | --------- | ------- | ------ |
| Muškarci   | Njemačka   | Nizozemska | Australija             | Ujedinjeno Kraljevstvo | Belgija    | Španjolska | Pakistan | Južna Koreja | Novi Zeland | Argentina | JAR     | Indija |
| Žene       | Nizozemska | Argentina  | Ujedinjeno Kraljevstvo | Novi Zeland            | Australija | NR Kina    | Njemačka | Južna Koreja | Japan       | JAR       | Belgija | SAD    |

## Vanjske poveznice
- Hokej na travi London 2012.
- Međunarodna hokejaška organizacija